# Weser (Schiff, 1938)
Die Weser war ein Wesermünder Fischdampfer. Er wurde 1940/41 zum ersten deutschen Fang- und Fabrikschiff moderner Prägung umgebaut.

## Geschichte
1938 stellte die Hanseatische Hochseefischerei in Wesermünde den für damalige Verhältnisse außergewöhnlich großen Fischdampfer Weser mit dem Fischereikennzeichen BX267 in Dienst. Am 25. November 1939 wurde das Fahrzeug durch eine Minenexplosion stark beschädigt.
Die notwendige Reparatur nahm man zum Anlass, den Trawler zum Versuchsschiff für die Tiefkühlkonservierung von an Bord erzeugten Fischfilets umzubauen. Zu diesem Zweck wurde eigens die Gefriertechnische Gesellschaft deutscher Hochseefischereien in Wesermünde gegründet, an der sich alle namhaften Fischdampfer-Reedereien beteiligten. Beim Umbau wurde das Schiff mit einer Baader-Filetiermaschine für eine Verarbeitungsleistung von 1,6 Tonnen pro Stunde, einer umfangreichen Kälteanlage für eine Gefrierguttemperatur von −20 °C und entsprechenden Tiefkühlladeräumen sowie einer Fischmehlanlage ausgerüstet. Bis auf die Auslegung als Heckfänger verfügte das Schiff damit im Wesentlichen über alle Einrichtungen, die sich erst 25 Jahre darauf bei vergleichbaren Fischereischiffen durchsetzen sollten.
Da das Schiff aber kriegsbedingt nicht auf den vorgesehenen Fanggründen arbeiten konnte und in der Nachkriegszeit auch noch kein Absatzmarkt mit der notwendigen Kühlkette aufgebaut war, entfernte man die Spezialeinrichtungen 1945 wieder und setzte das Schiff bis zu seinem Abbruch im Jahr 1962 als herkömmlichen Fischdampfer ein.